# خطة يوليوس قيصر لغزو الإمبراطورية الفرثية
كان من المقرر أن يبدأ غزو يوليوس قيصر للإمبراطورية الفرثية في 44 قبل الميلاد، ولكن نظرًا لاغتياله في ذلك العام نفسه، فقد تم إلغاؤه. كانت الحملة ستبدأ بتهدئة داقية، يليها غزو فرثيا. سجل فلوطرخس أيضًا إن الجيش سيستمر في سكيثيا بمجرد إخضاع فرثيا، ثم جرمانية وأخيرًا إلى روما. توجد هذه الخطط العظيمة فقط في كتاب فلوطرخس حيوات موازية، ويشكك معظم العلماء في صحتها.

## خطط الإعداد والغزو
هناك أدلة على أن قيصر بدأ التحضير العملي للحملة قبل وقت متأخر من عام 45 قبل الميلاد. بحلول عام 44 قبل الميلاد، بدأ قيصر حشدًا جماعيًا، لقد تم جمع ستة عشر فيلق (من حوالي 60,000 رجل) وعشرة آلاف من الفرسان للغزو. سُتدعم هذه القوة بسلاح الفرسان الإضافي والمشاة المسلحة الخفيفة.
تم إرسال ستة من هذه الفيالق بالفعل إلى مقدونيا للتدريب، إلى جانب مبلغ كبير من الذهب للبعثة. تم إرسال أوكتافيوس إلى أبولونيا (داخل ألبانيا الحديثة)، ظاهريًا كطالب، للبقاء على اتصال مع الجيش. كما خطط قيصر للابتعاد لبعض الوقت، فقد أعاد ترتيب مجلس الشيوخ وأكد أيضًا أنه سيتم تعيين جميع القضاة والقناصل والمنابر من قبله أثناء غيابه. كان قيصر يعتزم مغادرة روما لبدء الحملة في 18 مارس؛ مع ذلك، اُغتيل قبل ثلاثة أيام من رحيله.

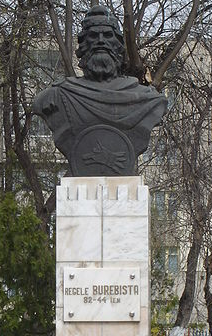
كان الملك بوريبيستا ملك داقية الهدف الأولي لخطط قيصر.

كان من المقرر أن تستغرق الحملة ثلاث سنوات. كان الحملة ستبدأ بهجوم عقابي على داقية تحت حكم الملك بوريبيستا، الذي كان يهدد الحدود الشمالية لمقدونيا. وقد اقترح كريستوفر بيلينج أن داقية ستكون الهدف الرئيسي للبعثة، وليس فرثيا.
بعد داقية، كان الجيش سيغزو فرثيا من أرمينيا. وهنا تختلف المصادر القديمة. يذكر سويتونيوس أن قيصر يرغب في المضي بحذر ولن يشرك الجيش الفرثي بالكامل، ما لم يتمكن من تحديد قوته الكاملة في البداية. مع أنه أشار إلى أن هدف قيصر كان توسيع الإمبراطورية، وليس فقط استقرارها. لكن فلوطرخس يصف حملةً أكثر جرأة. كما كتب أنه بمجرد أن يتم إخضاع فرثيا، فسوف يتحرك الجيش عبر القوقاز، لمهاجمة سكيثيا والعودة إلى إيطاليا بعد غزو جرمانية. كتب فلوطرخس أيضًا أن بناء القناة من خلال برزخ كورنث، الذي تم تكليف أنينوس به، كان سيحدث خلال الحملة.

### موثوقية فلوطرخس
تمت كتابة الحيوات الموازية لفلوطرخس بهدف إيجاد علاقات بين حياة الرومان والإغريق المشهورين؛ على سبيل المثال، تم إقران قيصر مع الإسكندر الأكبر. تفسر قراءة بوشارد لكتاب الحيوات الموازية أيضًا أن فلوطرخس حاول استخدام خطط قيصر المستقبلية كدراسة حالة في خطأ الطموح الجامح.
افترض بعض الأكاديميين أن اقتران قيصر مع غزو ألكسندر وتراجان لفرثيا، بالقرب من وقت كتابة فلوطرخس، أدى إلى المبالغة في خطة الغزو المقدمة. كما تم استخدام نشر الجيش في مقدونيا بالقرب من حدود داقية وعدم الاستعداد العسكري في سوريا لدعم هذه الفرضية. وبينما اعترف ماليتز بأن خطط سكيثيا وجرمانية تبدو غير واقعية، فإنه اعتقد أنها كانت ذات مصداقية نظرًا للمعرفة الجغرافية في ذلك الوقت.

## الدافع للغزو
كان التظاهر العام للبعثة هو محاولة القنصل الروماني ماركوس كراسوس، قبل أقل من عشر سنوات في عام 53 قبل الميلاد، غزو الإمبراطورية الفرثية. لقد انتهت محاولته بالفشل وبموته في معركة كارهاي. وبالنسبة للعديد من الرومان، تطلب هذا الانتقام. كما وقفت فرثيا بجانب بومبيوس الكبير في الحرب الأهلية الأخيرة ضد قيصر.
بما أن روما في عام 45 قبل الميلاد كانت لا تزال منقسمة سياسيًا بعد الحرب الأهلية، فقد حاول ماركوس شيشرون الضغط على قيصر لتأجيل الغزو الفرثي وحل مشاكله المحلية بدلًا من ذلك. وبعد تفكير مماثل في يونيو من ذلك العام، تذبذب قيصر مؤقتًا في نيته المغادرة مع البعثة. ومع ذلك، قرر قيصر أخيرًا مغادرة روما والانضمام إلى الجيش في مقدونيا. تم اقتراح عدد من الدوافع لشرح قراره بمواصلة حياته العسكرية. وبعد حملةٍ منتصرة، كتب فلوطرخس أنه «أكمل هذه الدائرة من إمبراطوريته، التي سيحدها المحيط بعد ذلك من جميع الجهات» وأنه سيعود إلى المنزل مع تأمين دكتاتوريته مدى الحياة. وقد اقترح أيضًا أن قيصر علم بالتهديدات الموجهة إليه، وشعر أن مغادرة روما والوجود في صحبة جيش مخلص سيكون أكثر أمانًا، من الناحية الشخصية والسياسية. ربما كان قيصر يرغب أيضًا في رأب الصدع من الحرب الأهلية، أو صرف الانتباه عنها، من خلال تذكير سكان روما بتهديد الإمبراطورية المجاورة.

## النتيجة
ومن أجل دعم اللقب الملكي لقيصر، انتشرت شائعة في الفترة التي سبقت الغزو المخطط له زعمت أنه تم التنبؤ بأن ملكًا رومانيًا فقط يمكنه هزيمة فرثيا. وبما أن أكبر معارضة داخلية لقيصر جاءت من أولئك الذين اعتقدوا أنه يريد السلطة الملكية، فإن هذا عزز المؤامرة ضده. كما اقترح أن تخشى معارضة قيصر عودته منتصرًا من حملته وأكثر شعبية من أي وقت مضى. وقع الاغتيال في 15 مارس 44 قبل الميلاد في اليوم الذي ناقش فيه مجلس الشيوخ منح قيصر لقب ملك الحرب مع فرثيا. ومع ذلك، ربما تم اختراع بعض جوانب الملكية لقيصر بعد الاغتيال لتبرير الفعل. إن العلاقة بين الحرب الفرثية المخطط لها وموته، إن وجدت، غير معروفة.
بعد وفاة قيصر، تنافس مارك أنطوني بنجاح للسيطرة على جحافل من الغزو المخطط له، حيث كان لا يزال متمركزًا في مقدونيا وسيطر مؤقتًا على تلك المقاطعة من أجل القيام بذلك. ومن الأعوام 40 إلى 33 قبل الميلاد، ستشن روما وأنطوني، على وجه الخصوص، حربًا فاشلة مع فرثيا. تم استخدام خطة الغزو المقترحة لقيصر، للهجوم عبر أرمينيا، حيث كان هناك شعور بأن الاعتماد على دعم الملك المحلي ممكن. في داقية، كان على بوريبيستا أن يموت في نفس السنة مثل قيصر، مما أدى إلى تفكك مملكته.

## الحواشي
1. ↑  استخدمت خطة غزو قيصر عددًا من الفرسان أكثر من ماركوس ليسينيوس كراسوس، كما اقتربت من أراضي أرمينيا الصديقة. يُعتقد أن هذين العاملين كانا سيحسنان من فرص نجاحه بالنسبة إلى معركة كارهاي.[9]
2. ↑  من العام 46 قبل الميلاد، سيطر كوينتوس كاسيليوس باسوس على سوريا. كان باسوس قد دعم بومبيوس الكبير في الحرب الأهلية وقتل ابن عم القيصر سكستوس قيصر وهزم الحاكم الجديد الذي أرسله قيصر.[15]
3. ↑  نقولا الدمشقي يذكر أيضًا نية المواصلة إلى الهند بعد فرثيا.[17]
4. ↑  وفقًا لديو، أدت رغبة الشعب الروماني في هذا الانتقام إلى منح قيصر القيادة الوحيدة للحملة الفرثية بالتصويت بالإجماع.[11]
5. ↑  أدركت فرثيا الانقسام السياسي في روما وأن انتصار قيصر في الحرب الأهلية قد يؤدي إلى الغزو.[21]